# سیارک ۲۳۷۴۸
سیارک ۲۳۷۴۸ (به انگلیسی: 23748 Kaarethode، نامگذاری:1998KF28) بیست و سه هزار و هفتصد و چهل و هشتمین سیارک کشف شده‌است که در ۲۲ مه ۱۹۹۸ کشف شد.
قدر مطلق سیارک برابر ۱۴.۱ است.